# Tine van der Vloet
Tine van der Vloet (Zoersel, 31 januari 1978) is een Belgisch politica voor de Nieuw-Vlaamse Alliantie (N-VA).

## Levensloop
Van der Vloet behaalde in 1999 een graduaat in de orthopedagogie aan de Karel de Grote-Hogeschool met als specialisatie personen met een mentale handicap. Ze werd opvoedster en begeleidster in een dagcentrum voor personen met een handicap.
Bij de federale verkiezingen van 2010 stond ze op de elfde plaats in de kieskring Antwerpen, maar werd niet verkozen. Bij de gemeenteraadsverkiezingen van 2012 was ze lijsttrekker voor N-VA in Merksplas en is daarmee sinds 2013 gemeenteraadslid. Ze werd ook voorzitter van de N-VA-afdeling in Merksplas. 
Bij de Vlaamse verkiezingen van mei 2014 stond ze op 17de plaats van de N-VA-lijst voor de kieskring Antwerpen. Ze kon onverwacht de lijstvolgorde doorbreken en werd met een hoog aantal voorkeurstemmen verkozen in het Vlaams Parlement. Bij de Vlaamse verkiezingen van 26 mei 2019 werd Van der Vloet vanop de elfde plaats van de Antwerpse N-VA-lijst herkozen als Vlaams Parlementslid. In het Vlaams Parlement werd ze voornamelijk actief in de commissie Welzijn, Volksgezondheid, Gezin en Armoedebestrijding en richtte ze zich specifiek op het beleid rond personen met een handicap. Ze was geen kandidaat meer bij de Vlaamse verkiezingen van 9 juni 2024, maar bleef wel actief in de lokale politiek.
Ze is getrouwd en heeft twee zonen.